# Lars Lennartsson
Lars Eskil Torsten Lennartsson, född 21 maj 1913 i Stockholm, död där 15 januari 1992, var en svensk sångare och skådespelare.

## Biografi
Lennartsson debuterade i radioprogrammet Barnens brevlåda på 1920-talet tillsammans med sina syskon. Han skivdebuterade 1937, och på scen i Vi som vill opp 1939. Han var engagerad vid Hippodromen i Malmö 1944–1945 och Narvateatern i Stockholm 1949–1951.
Han filmdebuterade 1945 i Ragnar Frisks film Sten Stensson kommer till stan. Han kom att medverka i sammanlagt ett 50-tal film- och TV-produktioner. Han var även verksam som röstskådespelare och gjorde bland annat röster i filmerna om Asterix och Grävlis i Doktor Snuggles.
Totalt kom han att sjunga in ca 70 melodier på stenkakor.
Han var son till sångarparet Eva och Torsten Lennartsson och bror till Birgit och Eva-Lisa Lennartsson och morbror till Per Myrberg och Eva Norée. Lars Lennartsson är gravsatt i minneslunden på Norra begravningsplatsen.

## Filmografi
- 1945 – Sten Stensson kommer till stan
- 1945 – Rattens musketörer
- 1946 – Hundra dragspel och en flicka
- 1947 – Kronblom
- 1949 – Kronblom kommer till stan
- 1952 – Kalle Karlsson från Jularbo
- 1953 – Foreign Intrigue (TV-serie)
- 1953 – Officer i armén
- 1953 – Museet
- 1956 – En vanlig vardag
- 1959 – Guldgrävarna
- 1965 – För tapperhet i tält
- 1966 – Åsa-Nisse i raketform
- 1967 – Djungelboken (röst)
- 1967 – Drra på – kul grej på väg till Götet
- 1967 – Åsa-Nisse i agentform
- 1967 – Asterix och hans tappra galler (röst)
- 1968 – Under ditt parasoll
- 1968 – Åsa-Nisse och den stora kalabaliken
- 1968 – Pappa varför är du arg – du gjorde likadant själv när du var ung
- 1968 – Freddy klarar biffen
- 1968 – Asterix och Kleopatra (röst)
- 1969 – Mästerkatten i stövlar (röst)
- 1969 – Eva – den utstötta
- 1969 – Solens tempel (röst)
- 1970 – Som hon bäddar får han ligga
- 1970 – Mera ur Kärlekens språk
- 1970 – Reservatet
- 1971 – Jakten på skattkammarön (röst)
- 1971 – 47:an Löken
- 1972 – Mästerkatten i vilda västern (röst)
- 1972 – 47:an Löken blåser på
- 1972 – Kärlek - så gör vi. Brev till Inge och Sten
- 1972 – Anderssonskans Kalle
- 1972–1974 – Bröderna Malm (TV-serie)
- 1973 – Makt på spel (TV-serie)
- 1973 – Ett resande teatersällskap (TV-serie)
- 1973 – Fantastiska Wilbur (röst)
- 1973 – Anderssonskans Kalle i busform
- 1973 – Anita – ur en tonårsflickas dagbok
- 1973 – På fel sida
- 1974 – Sams
- 1974 – Vita nejlikan eller Den barmhärtige sybariten
- 1974 – Rännstensungar
- 1975 – Champagnegalopp
- 1975 – Faneflukt
- 1975 – Eddie och Suzanne
- 1975 – Giliap
- 1976 – Asterix 12 stordåd (röst)
- 1976 – Bel Ami
- 1979–1981 – Doktor Snuggles (TV-serie) (röst)
- 1979 – Jag är med barn
- 1980 – Mannen som blev miljonär
- 1980 – Ett drömspel
- 1981 – Kom igen, nu'rå!
- 1982 – Skulden (TV-serie)
- 1983 – Lucky Luke - det stora äventyret (röst)

## Teater

### Roller
| År   | Roll         | Produktion                                         | Regi             | Teater                           |
| ---- | ------------ | -------------------------------------------------- | ---------------- | -------------------------------- |
| 1947 | Rodney Hatch | Venus S. J. Perelman och Ogden Nash och Kurt Weill | Johan Falck      | Norrköping-Linköping stadsteater |
| 1948 |              | Susanne Hans Adler och Alexander Steinbrecher      | Sandro Malmquist | Norrköping-Linköping stadsteater |
| 1954 | Medverkande  | Arsenik åt alla spetsar, revy Rune Moberg          | Gösta Jonsson    | Boulevardteatern                 |
| 1965 |              | Värdshuset den blaserade guldfisken Esse Björkman  | Lasse Krantz     | Boulevardteatern                 |

## Radioteater

### Roller
| År   | Roll        | Produktion                          | Regi        |
| ---- | ----------- | ----------------------------------- | ----------- |
| 1954 | Olle, dräng | Auktion Josef Briné och Nils Ferlin | Lars Madsén |

## Diskografi i urval
- Krakel Spektakel Skivan, med Lars Ekborg, Yvonne Lombard, Astrid Söderbaum och Erik Johnssons orkester
- Varför går du inte i blommiga kalsonger?, med Artur Österwall och hans rövarband
- Bjud mej på ditt bröllop (I'll dance at your wedding), med Tord-Arne Nilssons orkester
- En bro..., med Andrew Walters dragspelsorkester
- Sekelskiftets succéemelodier, med Maritta Marke och Åke Jelvings orkester
- Sjung om våren, med Märta Ahlberg och Einar Groths orkester
- Skridskoåkarna, med Carin Swensson och Knut Edgardts orkester
- Tango i Nizza, med Eva-Lisa Lennartsson och Ackompangemangsorkestern